# Hull Kingston Rovers
Hull Kingston Rovers es un equipo profesional de rugby league de Inglaterra con sede en la ciudad de Hull.
Participa anualmente en la Super League, la principal competición de la disciplina en el país.
El equipo hace como local en el Craven Park, con una capacidad de 12.225 espectadores.

## Historia
El equipo fue fundado en 1882, su primera participación competitiva fue en el RFL Championship 1899-00 finalizando en la 6° posición de la Yorkshire League.
Durante su larga historia, el club ha logrado 5 campeonatos nacionales y 2 copas nacionales.

## Palmarés
- Super League (5): 1923, 1925, 1979, 1984, 1985

- Challenge Cup[2] (2): 1980, 2025

- RFL Championship (2): 2006, 2017

- RFL Championship Second Division (1): 1989-90

- RFL Championship Third Division (2): 1995-96, 1996

- Championship Cup (1): 2005